# Amerykańska guma do żucia Pinky
Amerykańska guma do żucia „Pinky” – spektakl Teatru Telewizji z cyklu Teatru Sensacji Kobra z 1972 roku w reż. Józefa Słotwińskiego na podstawie powieści Jerzego Janickiego pod tym samym tytułem wydanej w serii Ewa wzywa 07.

## Opis fabuły
W nadmorskiej miejscowości zostaje zamordowany właściciel lodziarni Listkowski. Jak się początkowo okazuje motywem zbrodni nie była znaczna suma z utargu jakiego nie zdążył wpłacić na poczcie denat, a sprawcą nie był hazardzista Marocha. Po wnikliwym śledztwie milicja odkrywa, że Listkowskiego zabił powszechnie szanowany zegarmistrz Guła, celem zrabowania drogocennej ikony. Na ślad sprawcy milicjantów naprowadza zużyta guma do żucia marki „Pinky”, znaleziona na miejscu przestępstwa i pozostawiony na niej odcisk zębów sprawcy.

## Obsada aktorska
- Emil Karewicz – kapitan MO prowadzący śledztwo
- Krzysztof Kowalewski – kpr. Pieniążek
- Ryszard Barycz – kpt. Wapiennik
- Bolesław Płotnicki – stary Drabik
- Joanna Jędryka – Henia Drabik
- Barbara Klimkiewicz – Basia
- Aleksander Sewruk – Dojnerowicz
- Krzysztof Kalczyński – Marocha
- Janusz Kłosiński – bagażowy Karaś
- Irena Karel – Ilona, pracownica Listkowskiego
- Tadeusz Czechowski – doktor z Warszawy
- Wiesława Kwaśniewska – wczasowiczka
- Bohdan Ejmont – wczasowicz
- Ryszard Markowski – mechanik Maciejewski
- Tadeusz Bartosik – zegarmistrz Guła
- Janusz Bylczyński – lodziarz Listkowski
- Mirosława Morawska – sprzątaczka na poczcie
- Teodor Gendera – podporucznik MO, komendant posterunku